# Lost Tales
Lost Tales to minialbum zespołu Summoning, wydany w 2003 roku przez Napalm Records. Znalazły się na nim dwa utwory: Saruman, pochodzący z sesji Dol Guldur oraz Arcenstone, pochodzący z dorobku projektu Sileniusa Mirkwood. W odróżnieniu od poprzednich albumów, na płycie nie usłyszymy charakterystycznych dla zespołu gitar ani typowych wokali.

## Lista utworów
1. "Arcenstone" - 9:17
2. "Saruman" - 7:40

## Twórcy
- Protector (Richard Lederer)
- Silenius (Michael Gregor)